# 272 г. пр.н.е.
272 (двеста седемдесет и втора) година преди новата ера (пр.н.е.) е година от доюлианския (Помпилийски) римски календар.

## Събития

### В Римската република
- Консули са Луций Папирий Курсор (за II път) и Спурий Карвилий Максим (за II път).
- Военни кампании срещу самнитите, луканите и брутите.[1]
- Римляните завладяват Тарент и околните племена в Калабрия.[2]
- Картагенска флотилия се появява при Тарент.[1]

### В Гърция
- През пролетта цар Пир нахлува с войската си в полуостров Пелопонес, където много от съюзниците на Антигон II Гонат не се съпротивляват. През лятото Пир достига Спарта и се опитва да превзема града, но съпротивата се оказва силна и той е отклонен към Аргос, където антимакедонски настроени кръгове предлагат да му предадат града си.[3]
- По пътя към града Птолемей, който е син на Пир, пада убит в нападение от засада осъществено от спартанския цар Арей I, а когато царят пристига с войската си край Аргос открива, че Антигон е устроил лагер на близък хълм, което принуждава населението да търси неутралитет в конфликта. Въпреки това града му е необходим за база и той прониква в него с помощта на свои привърженици, където се оказва вкаран в капан и е убит след като жена го удря с керемида от покрива на сграда.[3]
- След смъртта на царя неговият син Александър II наследява трона на Епир, наемниците му са включени в армията на Антигон, който остава безспорен владетел на Македония.[3]
- Аристип I остава тиран на Аргос с помощта на Антигон.[3]

### В Азия
- Продължава Първата сирийска война между птолемейски Египет на Птолемей II и царството на селевкидите на Антиох I.

## Починали
- Пир, цар на молосите (от ок. 297 пр.н.е.), цар на Епир (упр. 306 – 302, 297 – 272 пр.н.е.) и на Македония (упр. 288 – 284, 273 – 272 пр.н.е.) (роден 318 г. пр.н.е.)